# Diocesi di Coutances

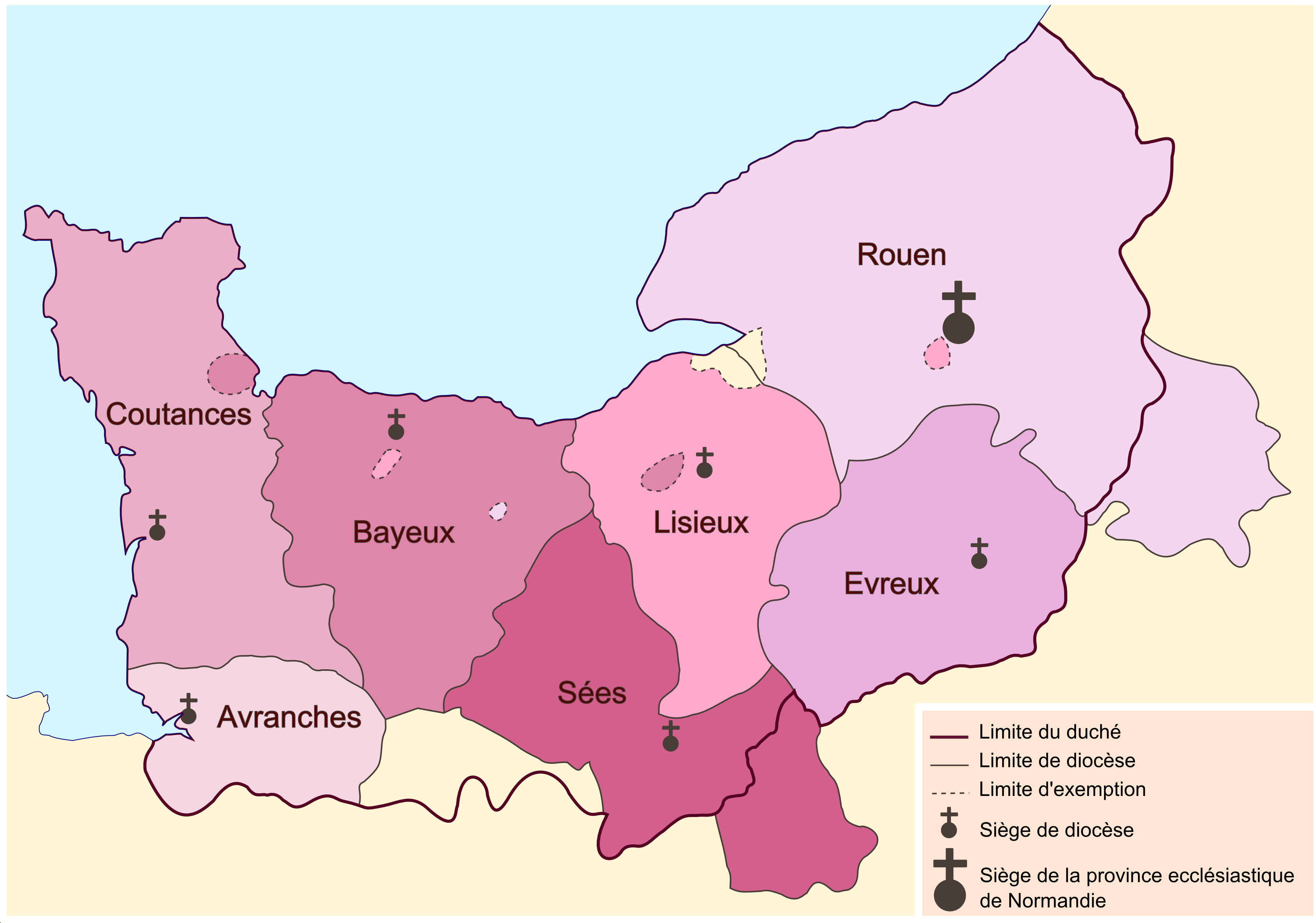
Mappa delle diocesi storiche della Normandia prima della rivoluzione francese.

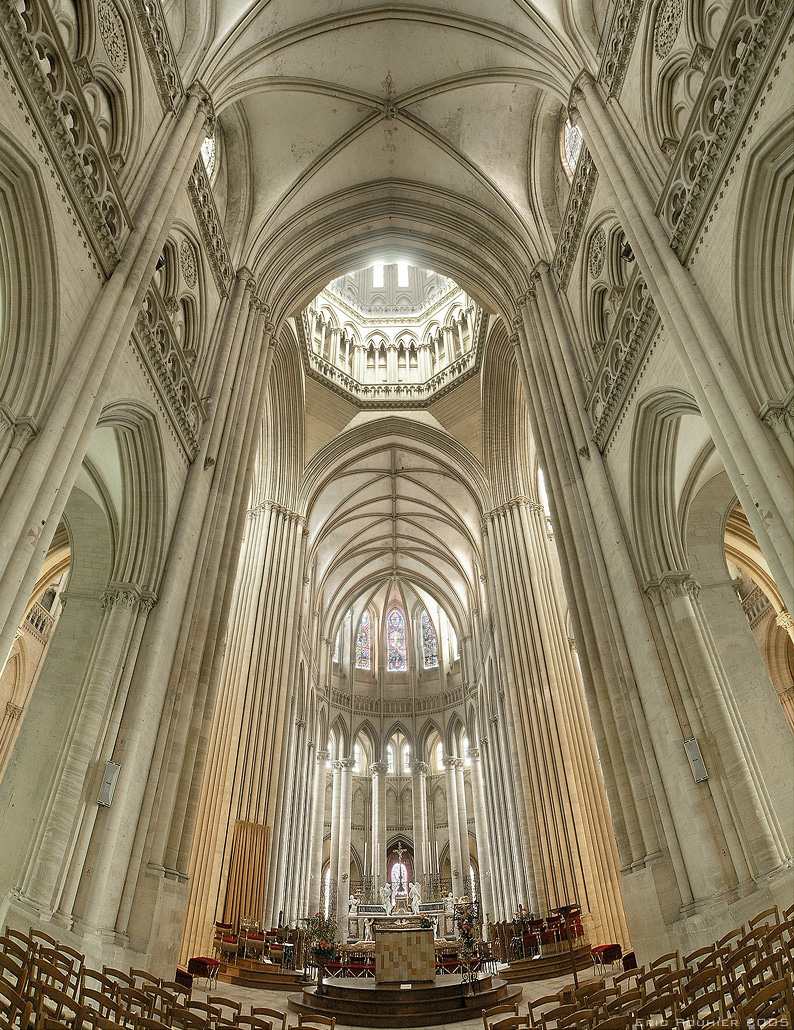
Interno della cattedrale di Coutances.

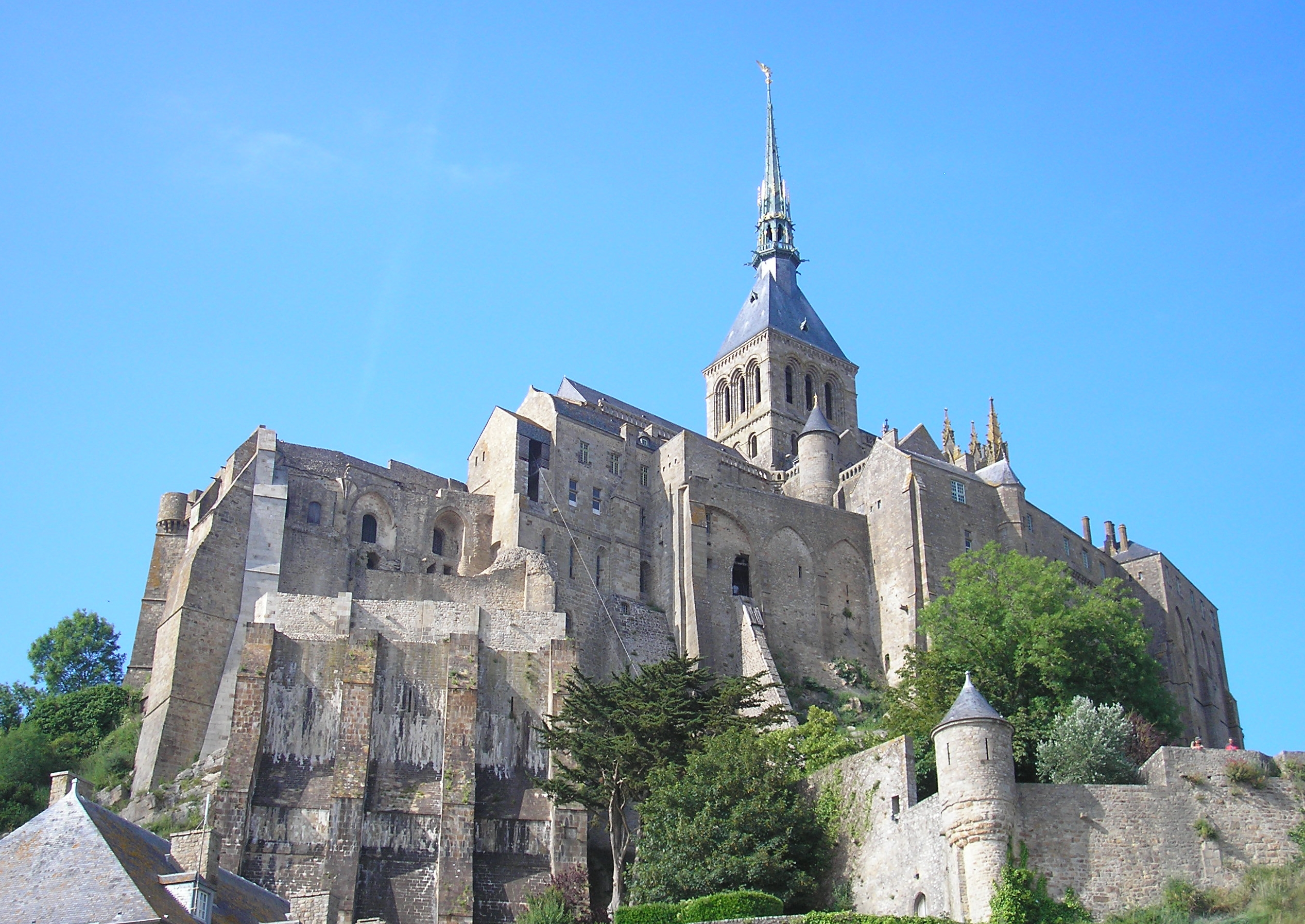
L'abbazia di Mont-Saint-Michel; fino al 1801 faceva parte della diocesi di Avranches e solo in seguito di quella di Coutances.

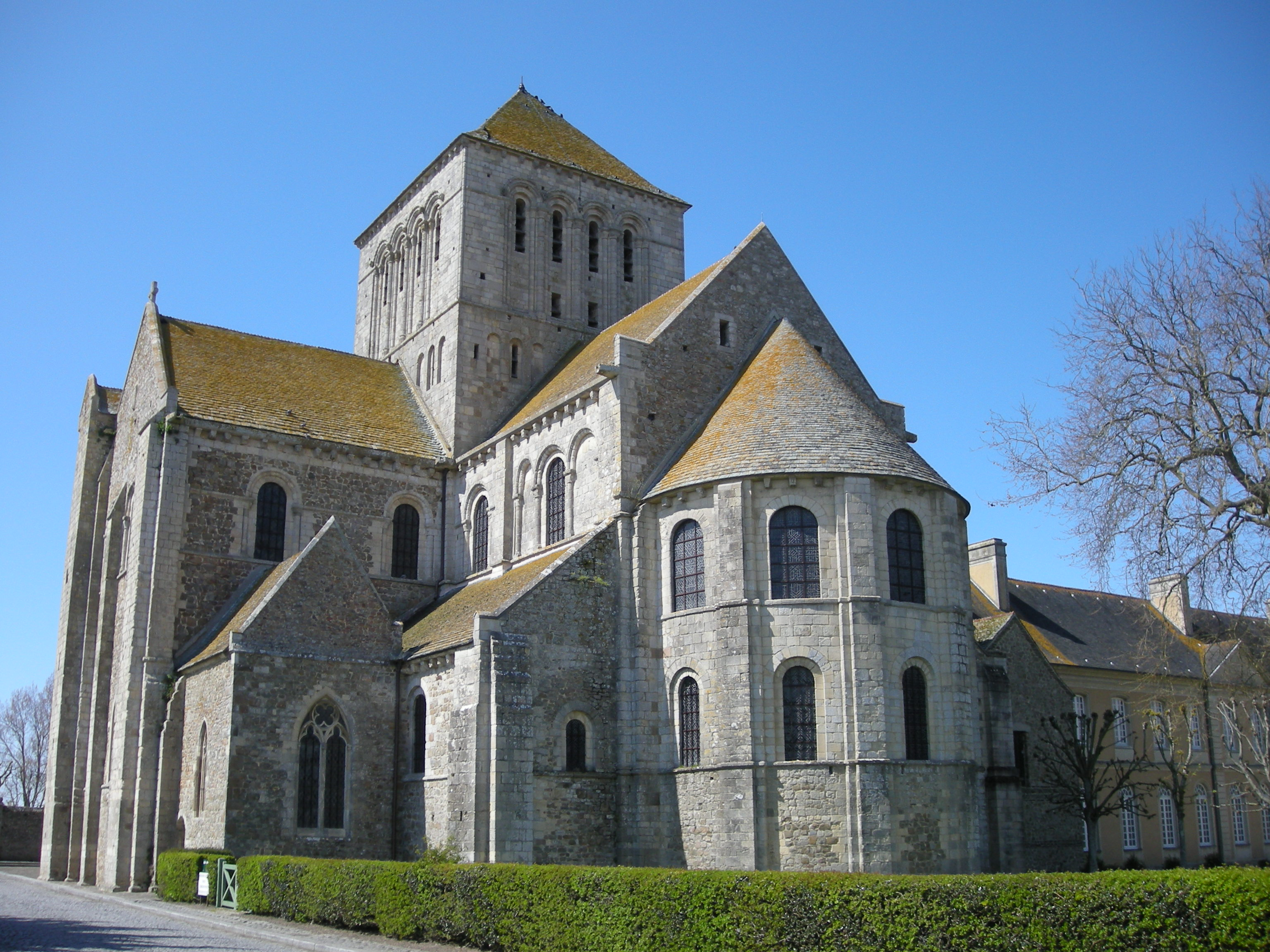
La chiesa dell'abbazia Sainte-Trinité di Lessay (XII secolo).

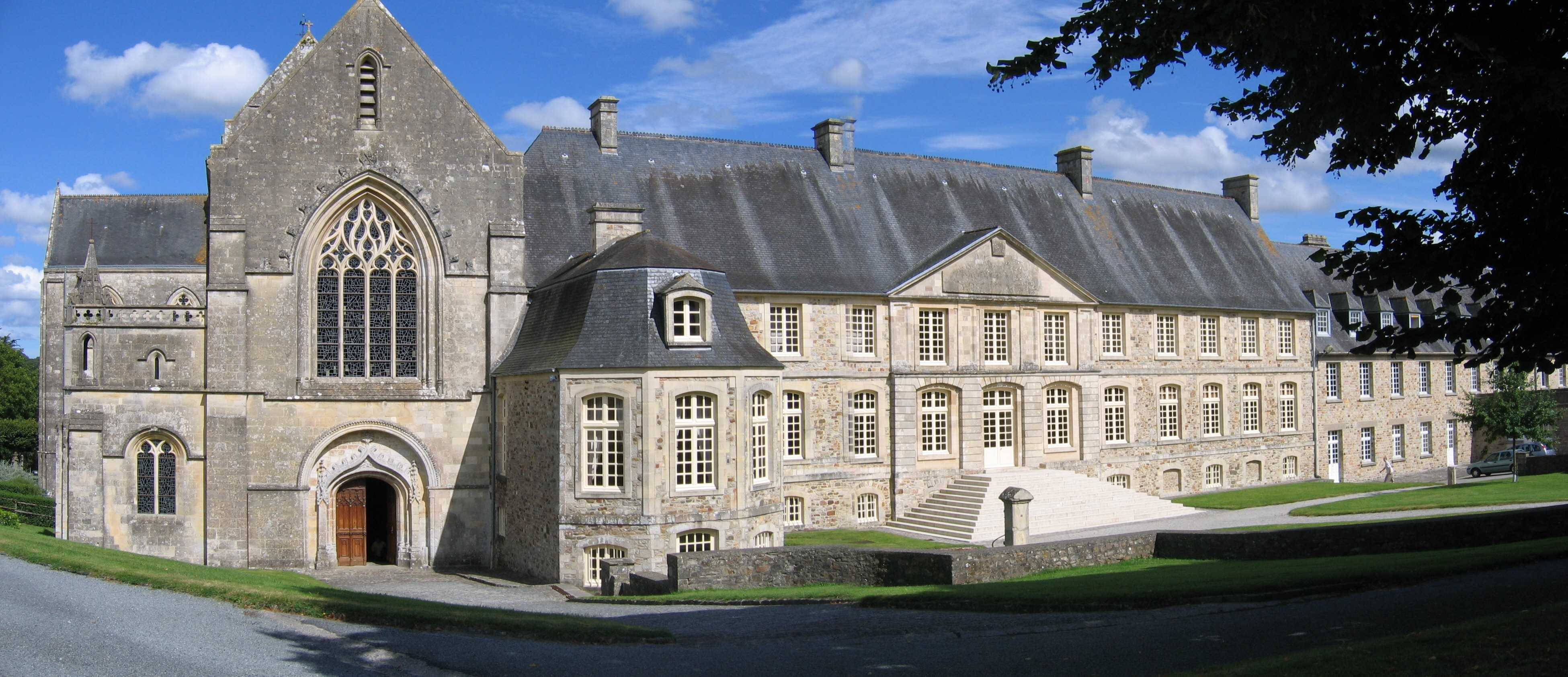
L'abbazia Saint-Sauveur a Saint-Sauveur-le-Vicomte (XI secolo), ricostruita dopo i bombardamenti della seconda guerra mondiale.

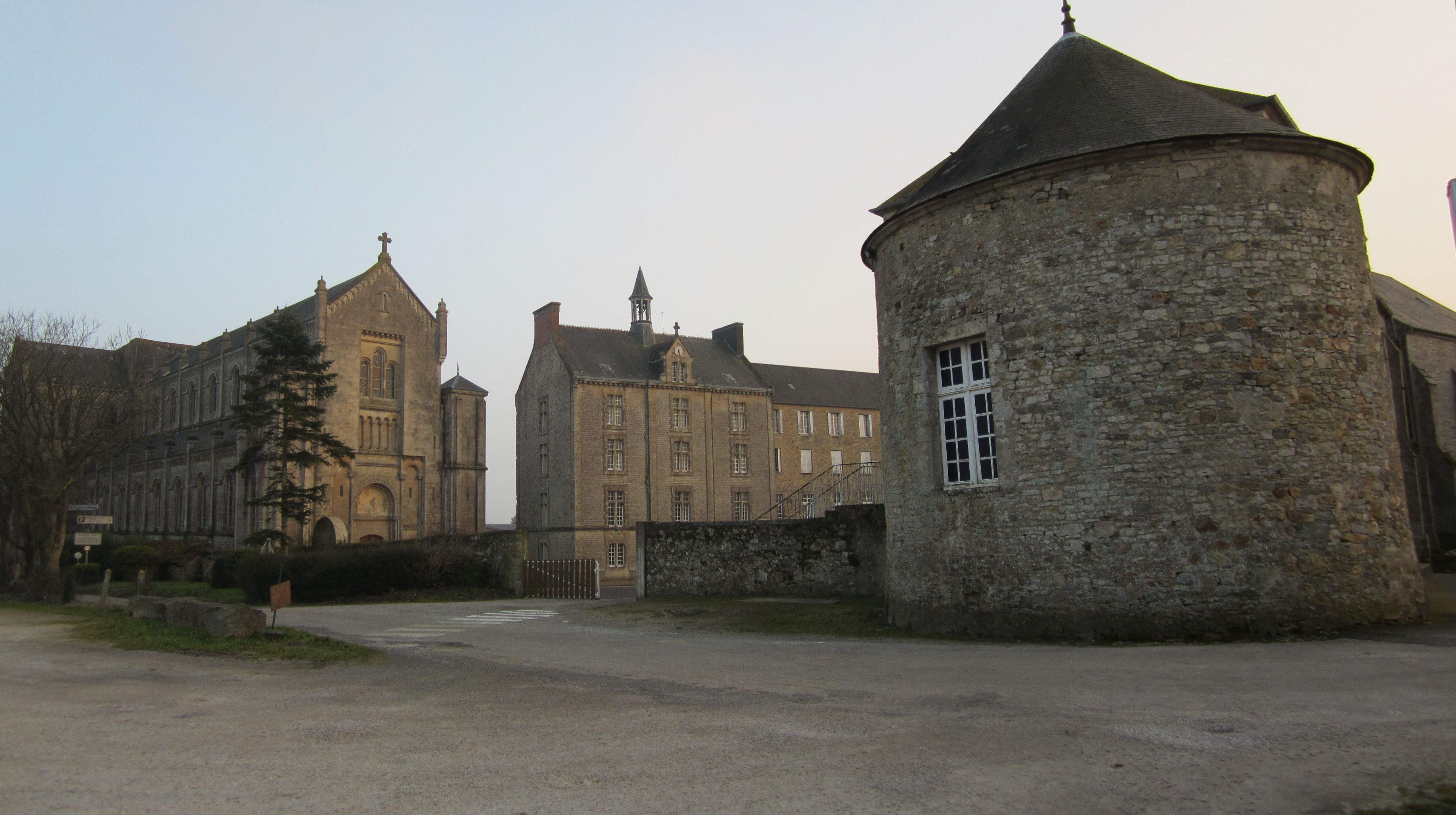
Resti dell'abbazia Sainte-Marie a Montebourg (XI secolo).

La diocesi di Coutances (in latino Dioecesis Constantiensis) è una sede della Chiesa cattolica in Francia suffraganea dell'arcidiocesi di Rouen. Nel 2023 contava 414.000 battezzati su 497.470 abitanti. È retta dal vescovo Grégoire Cador.
Dal 1854 ai vescovi di Coutances è concesso di portare il titolo di "vescovi di Avranches" (Abrincensis).

## Territorio
La diocesi comprende il dipartimento francese della Manica.
Sede vescovile è la città di Coutances, dove si trova la cattedrale di Notre-Dame.
Il territorio è costituito da 3 arcidiaconati, suddivisi a loro volta in 8 decanati, per un totale di 61 parrocchie.

## Storia
La diocesi fu eretta nel V secolo. La tradizione, attestata da antichi cataloghi episcopali, riconosce come primi vescovi i santi Ereziolo e Esuperio, sui quali la storia tuttavia non ha altre informazioni. Il primo vescovo storicamente documentato è Leonziano, che prese parte al concilio di Orléans del 511.
Constantia, l'antica Cosedia, capitale del popolo celtico degli Unelli, era una civitas della provincia romana della Gallia Lugdunense seconda, come attestato dalla Notitia Galliarum dell'inizio del V secolo. Dal punto di vista religioso, come di quello civile, Coutances dipendeva dalla provincia ecclesiastica dell'arcidiocesi di Rouen, sede metropolitana provinciale.
Tra i primi vescovi, il più conosciuto è san Laudo, noto con l'ortografia di Saint-Lô, che secondo la tradizione sarebbe diventato vescovo a dodici anni e avrebbe governato la diocesi per quarant'anni, dal 525 al 565. Sia Laudo che Leonziano firmarono gli atti dei concili di Orléans come episcopi Brioverensis, ossia di Briovère, città che poi prese il nome da san Laudo, ossia Saint-Lô.
A seguito dell'invasione dei Normanni, nel 911 il vescovo Teodorico trasferì la residenza vescovile a Rouen; traccia di questa presenza a Rouen fu l'esenzione del priorato cittadino dedicato a Saint-Lô, che fino alla rivoluzione del 1789 rimarrà esente dalla giurisdizione degli arcivescovi e direttamente dipendente dai vescovi di Coutances. Nel 1025 il vescovo Herbert lasciò Rouen per Briovère, che in questa occasione prese il nome di Saint-Lô, e finalmente, nella seconda metà dell'XI secolo il vescovo Goffredo di Montbray fece ritorno a Coutances.
L'epoca di Goffredo, che governò per quasi cinquant'anni, è il periodo aureo della diocesi. A lui si deve la consacrazione della nuova cattedrale nel 1056 alla presenza del duca Guglielmo; questo edificio, distrutto da un incendio nel 1218, verrà nel XIII secolo ricostruito in forme gotiche. Il vescovo è noto poi per aver assistito da una altura alla battaglia di Hastings (1066) con le braccia alzate verso il cielo, come il Mosè biblico; visse in Inghilterra per diversi anni, ottenendo il titolo militare di magister equitum e ritornò nella sua diocesi solo dopo la morte di Guglielmo. Durante il suo episcopato furono fondate le più importanti abbazie della diocesi, ossia quelle di Lessay, di Saint-Sauveur e di Montebourg.
Tra i successivi vescovi, si ricordano: Algare († 1151), che aveva soggiornato nel Devonshire, fu un grande riformatore; Jean d'Essay († 1274) fece redigere un elenco di tutte le parrocchie e le chiese della diocesi, fondamentale per la conoscenza della geografia diocesana dell'epoca; Robert de Harcourt († 1315) istituì il famoso collegio d'Harcourt a Parigi; Sylvestre de La Cervelle († 1386) promulgò una serie di statuti diocesani, che permettono di conoscere gli usi e i costumi dell'epoca; Philibert de Montjeu († 1439) giocò un ruolo importante durante il concilio di Basilea e nella questione dell'eresia hussita; Geoffroy Herbert († 1510) fondò il collegio di Coutances e ricostruì la chiesa di San Pietro.
Nel Medioevo ai vescovi di Coutances fu concesso il privilegio di indossare il pallio, generalmente riservato agli arcivescovi metropoliti. Il privilegio sarà mantenuto fino al 1978, quando sarà abrogato da papa Paolo VI.
L'ultimo vescovo eletto dal capitolo fu Adrien Gouffier de Boissy nel 1510. Successivamente il diritto di elezione del vescovo fu concesso tramite concordato al re di Francia: alla Santa Sede spettava l'investitura canonica, senza la quale l'eletto non poteva entrare in carica.
Nel XVI secolo il luteranesimo prese piede ben presto in Normandia e nella diocesi di Coutances. Nel 1555 viene fondata la prima Chiesa riformata della diocesi a Saint-Lô, dove i riformati erano la maggioranza della popolazione. Nel 1562 gli Ugonotti si impadronirono della città di Coutances; a farne le spese fu soprattutto il vescovo Arthur de Cossé, che fu fatto prigioniero, malmenato e poi sottoposto al pubblico ludibrio; il testo della cattedrale fu saccheggiato; solo nel 1575 la lega cattolica avrà la meglio sui riformati. Conseguenza della riforma fu la perdita della giurisdizione diocesana sulle Isole del Canale, che pur facendo parte politicamente dei domini dei Re d'Inghilterra, erano anche parte della diocesi di Coutances; nel 1569 un decreto di Elisabetta I stabilì la separazione del clero insulare da quello diocesano.
La riforma cattolica vide all'opera importanti e devoti vescovi: Nicolas de Briroy († 1620) risollevò la diocesi dalle rovine materiali delle guerre di religione, visitò spesso la diocesi e restaurò l'uso del sacramento della cresima, caduto in disuso nei decenni precedenti; durante l'episcopato di Léonor I de Goyon de Matignon († 1646) furono istituite in diocesi sei case religiose, testimoni di un rinnovamento spirituale; Loménie de Brienne († 1720) creò invece diverse scuole e istituzioni scolastiche.
Nel XVII secolo la cattedrale di Coutances divenne la prima chiesa al mondo ad avere un altare dedicato al Sacro Cuore di Gesù, grazie all'opera di san Giovanni Eudes. Nel 1650 il vescovo Claude Auvry istituì il seminario diocesano, con il prezioso contributo dello stesso san Giovanni, alla cui congregazione affidò la direzione.
Con la promulgazione della costituzione civile del clero (1790), la diocesi fu fatta coincidere con il nuovo dipartimento della Manica. Il vescovo legittimo Talaru de Chalmazel fuggì in Inghilterra, mentre fu insediato il nuovo vescovo costituzionale François Bécherel, che seppe dirigere la diocesi con saggezza e avvedutezza, così da risparmiarle, almeno fino al 1793, le devastazioni che invece la rivoluzione causò altrove; per esempio, il seminario continuò a funzionare regolarmente e tra il 1792 e il 1793 sfornò 200 nuovi preti, alcuni dei quali appartenenti ad altre diocesi.
In seguito al concordato, la bolla Qui Christi Domini di papa Pio VII del 29 novembre 1801 mantenne la diocesi con i confini stabiliti nel 1790: ossia con l'incorporazione del territorio della soppressa diocesi di Avranches e con uno scambio di parrocchie con la vicina diocesi di Bayeux, da cui ne acquisì 41 per cederne 25.
A metà dell'Ottocento la diocesi aveva il più alto numero di preti di tutta la Francia, circa 1.190, mentre nello stesso periodo a Marsiglia ve n'erano solo 180 e a Bourges 240. Nello stesso periodo si esaurì lo scisma detto Petite Eglise, formato da quei preti che, legati alla mentalità dell'Ancien régime, non avevano accettato il regime concordatario. Il vescovo Jacques-Louis Daniel († 1862) fece costruire un nuovo seminario e introdusse la liturgia romana nella diocesi. Il suo successore Jean-Pierre Bravard (dimesso nel 1875) ottenne che Mont-Saint-Michel cessasse d'essere una prigione e trasformò la sua cappella in un luogo di pellegrinaggio.
Il 12 luglio 1854 ai vescovi di Coutances fu concesso di aggiungere al proprio titolo quello di vescovi di Avranches.
Nel 1995 e nel 2005 è stata approvata la nuova suddivisione amministrativa della diocesi, che ha considerevolmente ridotto il numero delle parrocchie dalle oltre 600 a poco più di 60.

## Cronotassi dei vescovi
I più antichi cataloghi episcopali di Coutances risalgono, nella loro parte primitiva, alla fine dell'XI secolo. La serie di oltre 30 vescovi fino a Teodorico (911) è verificabile con documenti esterni al catalogo solo per i prelati del IX secolo e per pochi altri vescovi dei secoli precedenti. Molti dunque sono i nomi del catalogo non documentabili storicamente; alcuni di questi sono esclusi da Gallia christiana; altri nomi appartengono ai vescovi della diocesi di Costanza.
Nella presente conotassi, si omettono i periodi di sede vacante non superiori ai 2 anni o non storicamente accertati.
- Sant'Ereziolo †
- Sant'Esuperio †
- San Leonziano † (menzionato nel 511)
- San Possessore †[6]
- San Laudo (Saint-Lo) † (prima del 533 - dopo il 549)
- San Romacario (Runfarius) † (prima del 573 - dopo il 586)[7]
- Ulfoberto †
- Lupicino †
- Cairibono † (menzionato nel 650)[8]
- Waldomaro †[9]
- Ughierio o Ilderico †[10]
- San Frodomondo † (menzionato nel 679)[11]
- Wilberto †[12]
- Agazio †[13]
- Livino †
- Wilfrido †
- Giosuè †
- Leone †
- Angulo †
- Uberto †
- Willardo † (prima dell'829 - dopo l'835)
- Erloino † (prima dell'843 - dopo l'862)
- Sigenando † (prima dell'866 - dopo l'876)
- Lista †
- Ragenardo †[14]
- Erleboldo † (menzionato nel 906
- Ageberto †
- Teodorico † (menzionato nel 911 ?)
- Erberto I †
- Algerondo †
- Gilberto †
- Ugo † (circa 989 - 1024 o 1025 deceduto)
- Herbert II † (circa 1025 - 1026 nominato vescovo di Lisieux)
- Robert † (1026 - 1048)
- Goffredo di Montbray † (10 aprile 1049 consacrato - 2 febbraio 1093 deceduto)
- Raoul † (3 aprile 1093 - 1110 deceduto)
- Roger † (prima del 1114 - ottobre 1123 deceduto)
- Richard de Brix † (1124 - 1131 deceduto)
- Algare † (2 marzo 1132 - 7 novembre 1151 deceduto)
- Richard de Bohon † (1151 - dopo il 1179)
- Guillaume de Tournebu † (prima del 1183 - 1202 deceduto)
- Vivien de L'Étang (de L'Estang) † (1202 - 15 febbraio 1208 deceduto)
- Hugues de Morville † (prima di giugno 1208 - 27 ottobre 1238 deceduto)
  - Sede vacante (1238-1244)
- Anonimo, O.S.B.Clun. † (30 aprile 1244 - ?)
- Gilles de Caen, O.P. † (22 febbraio 1245 - 1º dicembre 1248 deceduto)
  - Sede vacante (1248-1251)
- Jean d'Essay † (26 febbraio 1251 consacrato - 31 ottobre 1274 deceduto)
  - Sede vacante (1274-1282)
- Eustache Le Cordelier, O.F.M. † (novembre 1282 - 7 agosto 1291 deceduto)
- Robert de Harcourt † (novembre 1291 - 7 marzo 1315 deceduto)
- Guillaume de Thieuville † (prima del 3 settembre 1315 - 31 ottobre 1345 deceduto)
- Louis Herpin d'Erquery † (9 gennaio 1346 - 1370 deceduto)
- Sylvestre de La Cervelle † (24 marzo 1371 - 3 settembre 1386 deceduto)
- Nicolas de Tholon † (5 ottobre 1386 - 26 agosto 1387 nominato vescovo di Autun)
- Guillaume de Crèvecœur † (26 agosto 1387 - 20 aprile 1408 deceduto)
- Gilles Deschamps † (2 ottobre 1409 - 5 marzo 1413 deceduto)
- Jean de Marle † (2 aprile 1414 - 12 giugno 1418 deceduto)
- Pandolfo Malatesta † (7 ottobre 1418 - 10 maggio 1424 nominato arcivescovo di Patrasso)
- Philibert de Montjeu † (10 maggio 1424 - 20 giugno 1439 deceduto)
- Gilles de Duremort † (9 ottobre 1439 - 29 luglio 1444 deceduto)
- Giovanni Castiglione † (2 settembre 1444 - 3 ottobre 1453 nominato vescovo di Pavia)
- Richard Olivier de Longueil † (3 ottobre 1453 - 19 agosto 1470 deceduto)
- Benoît di Montferrand † (1470 - 15 luglio 1476 nominato vescovo di Losanna)
- Giuliano della Rovere † (15 luglio 1476 - 3 dicembre 1477 nominato vescovo di Viviers, poi eletto papa con il nome di Giulio II)
- Galeazzo della Rovere † (3 dicembre 1477 - 3 luglio 1478 nominato vescovo di Agen)
- Geoffroy Herbert † (3 luglio 1478 - 1º febbraio 1510 deceduto)
- Adrien Gouffier de Boissy † (15 aprile 1510 - 6 giugno 1519 nominato amministratore apostolico di Albi)
  - Sede vacante (1519-1525)
  - Bernardo Dovizi da Bibbiena † (9 settembre 1519 - 9 novembre 1520 deceduto) (amministratore apostolico)
- René de Bresche de La Trémoille, O.S.B. † (28 luglio 1525 - 19 novembre 1529 deceduto)
- Philippe de Cossé-Brissac, O.S.B.Clun. † (9 marzo 1530 - 24 novembre 1548 deceduto)
- Payen Le Sueur d'Esquetot † (9 gennaio 1549 - 24 dicembre 1551 deceduto)
- Étienne Martel de Bacqueville † (16 settembre 1552 - 26 maggio 1560 deceduto)
- Arthur de Cossé-Brissac † (2 ottobre 1560 - 7 ottobre 1587 deceduto)
  - Lancelot de Matignon † (1587 - 1588 deceduto) (vescovo eletto)
- John Lesley † (16 dicembre 1592 - 31 maggio 1596 deceduto)
- Nicolas de Briroy † (15 settembre 1597 - 22 marzo 1620 deceduto)
  - Guillaume Le Blanc † (21 giugno 1621 - 1621 deceduto) (vescovo eletto)
- Nicolas Bourgoin † (10 maggio 1623 - 19 aprile 1625 deceduto)
  - Sede vacante (1625-1632)
- Léonor I de Goyon de Matignon † (29 marzo 1632 - 1646 dimesso[15]
- Claude Auvry † (3 dicembre 1646 - settembre 1658 dimesso)
- Eustache Le Clerc de Lesseville † (13 gennaio 1659 - 3 dicembre 1665 deceduto)
  - Sede vacante (1665-1667)
- Charles-François de Loménie de Brienne † (12 dicembre 1667 - 7 aprile 1720 deceduto)
- Léonor II de Goyon de Matignon † (1º dicembre 1721 - 3 aprile o 29 maggio 1757 deceduto)
- Jacques Le Févre du Quesnoy † (18 luglio 1757 - 9 settembre 1764 deceduto)
- Ange-François de Talaru de Chalmazel † (4 febbraio 1765 - 20 marzo 1798 deceduto)
  - Sede vacante (1798-1802)
- Claude-Louis Rousseau † (14 aprile 1802 - 3 agosto 1807 nominato vescovo di Orléans)
- Pierre Dupont de Poursat † (3 agosto 1807 - 17 settembre 1835 deceduto)
- Louis-Jean-Julien Robiou de la Tréhonnais † (1º febbraio 1836 - 7 dicembre 1852 dimesso)
- Jacques-Louis Daniel † (7 marzo 1853 - 4 luglio 1862 deceduto)
- Jean-Pierre Bravard † (25 settembre 1862 - 27 novembre 1875 dimesso)
- Abel-Anastase Germain † (28 gennaio 1876 - 12 novembre 1897 deceduto)
- Joseph Guérard † (28 novembre 1898 - 19 luglio 1924 deceduto)
- Théophile-Marie Louvard † (31 ottobre 1924 - 8 aprile 1950 deceduto)
- Louis-Jean-Frédéric Guyot † (8 aprile 1950 succeduto - 28 aprile 1966 nominato arcivescovo di Tolosa)
- Joseph Gustave François Wicquart † (2 settembre 1966 - 3 novembre 1988 ritirato)
- Jacques Louis Marie Joseph Fihey † (22 aprile 1989 - 2 ottobre 2006 ritirato)
- Stanislas Lalanne (4 aprile 2007 - 31 gennaio 2013 nominato vescovo di Pontoise)
- Laurent Le Boulc'h (5 settembre 2013 - 1º aprile 2023 nominato arcivescovo di Lilla)
- Grégoire Cador, dal 5 agosto 2023

## Statistiche
La diocesi nel 2023 su una popolazione di 497.470 persone contava 414.000 battezzati, corrispondenti all'83,2% del totale.
| anno | popolazione | popolazione | popolazione | presbiteri | presbiteri | presbiteri | presbiteri                | diaconi | religiosi | religiosi | parrocchie |
| anno | battezzati  | totale      | %           | numero     | secolari   | regolari   | battezzati per presbitero | diaconi | uomini    | donne     | parrocchie |
| ---- | ----------- | ----------- | ----------- | ---------- | ---------- | ---------- | ------------------------- | ------- | --------- | --------- | ---------- |
| 1950 | 416.000     | 426.238     | 97,6        | 741        | 695        | 46         | 561                       |         | 160       | 2.075     | 668        |
| 1969 | 452.000     | 464.406     | 97,3        | 583        | 534        | 49         | 775                       |         | 94        | 1.280     | 317        |
| 1980 | 439.000     | 456.700     | 96,1        | 556        | 527        | 29         | 789                       |         | 42        | 920       | 670        |
| 1990 | 466.000     | 485.000     | 96,1        | 400        | 380        | 20         | 1.165                     | 12      | 35        | 708       | 670        |
| 1999 | 447.000     | 502.000     | 89,0        | 301        | 301        |            | 1.485                     | 27      | 15        | 527       | 128        |
| 2000 | 449.000     | 505.000     | 88,9        | 300        | 300        |            | 1.496                     | 26      | 15        | 534       | 74         |
| 2001 | 400.000     | 479.636     | 83,4        | 300        | 296        | 4          | 1.333                     | 28      | 15        | 438       | 75         |
| 2002 | 400.000     | 480.000     | 83,3        | 342        | 324        | 18         | 1.169                     | 32      | 34        | 412       | 74         |
| 2003 | 400.000     | 480.000     | 83,3        | 284        | 269        | 15         | 1.408                     | 32      | 29        | 379       | 73         |
| 2004 | 400.000     | 480.000     | 83,3        | 261        | 257        | 4          | 1.532                     | 31      | 17        | 351       | 71         |
| 2006 | 405.000     | 486.000     | 83,3        | 255        | 252        | 3          | 1.588                     | 33      | 12        | 300       | 63         |
| 2013 | 412.400     | 506.300     | 81,5        | 183        | 172        | 11         | 2.253                     | 40      | 25        | 313       | 61         |
| 2016 | 415.739     | 499.920     | 83,2        | 156        | 146        | 10         | 2.664                     | 44      | 20        | 282       | 61         |
| 2019 | 414.470     | 498.362     | 83,2        | 133        | 129        | 4          | 3.116                     | 47      | 13        | 223       | 58         |
| 2021 | 408.740     | 491.532     | 83,2        | 116        | 112        | 4          | 3.523                     | 50      | 12        | 186       | 58         |
| 2023 | 414.000     | 497.470     | 83,2        | 113        | 102        | 11         | 3.663                     | 52      | 21        | 192       | 58         |